# Allium farctum
Allium farctum — вид рослин з родини амарилісових (Amaryllidaceae); поширений в Афганістані, Гімалаях Індії та Пакистану.

## Опис
Цибулини яйцюваті, 2–2.5 см завширшки; зовнішня оболонка червонувато-коричнева. Листків 3–4, до 30 см завдовжки, 2–6 мм завширшки. Стеблина до 70 см заввишки. Зонтик півсферичний, щільноквітий. Листочки оцвітини 3–4 мм завдовжки, еліптичні, тупі, білі. Коробочка серцеподібна, ≈ 4 мм завдовжки.

## Поширення
Афганістан, Гімалаї в Індії й Пакистані